# Státní znak Šalomounových ostrovů
Státní znak Šalomounových ostrovů je tvořen žlutým štítem, rozděleným zeleným ondřejským křížem na čtyři pole. V levém i pravém poli je v přirozených barvách mořská želva. Přes kříž je položen hnědý, melanéský štít na dvou zkřížených harpunách a luku se dvěma šípy. V modré hlavě štítu je zlatý orel na větvi mezi dvěma černými, letícími fregatkami. Štítonoši jsou zelený aligátor (z pohledu seshora) a modro-stříbrný žralok (z pohledu zespoda). Nad štítem je přilba s modro-stříbrnými přikryvadly a točenicí, v klenotu je průřez domorodého člunu a zlato-oranžové, stylizované slunce. Pod štítem je stylizovaná, černá silueta dvouhlavé fregatky, pod ní červeně podšitá stuha s černým mottem TO LEAD IS TO SERVE v angličtině (česky Vést znamená sloužit).
Jednotlivé figury symbolizují původní distrikty Šalomounových ostrovů:
- Central – kříž, harpuny, štít, luk a šípy
- Western – želvy
- Malaitu – orel
- Eastern – fregatky

Štítonoši symbolizují mořskou a místní faunu.

## Historie
V roce 1893 byl vyhlášen nad britskou (jihovýchodní) částí Šalomounových ostrovů (severozápad ovládalo Německo) vyhlášen protektorát a na nově zavedené vlajce, kterou tvořila modrá britská služební vlajka (státní námořní vlajka), byl ve vlající části vlajkový emblém (anglicky Badge) Šalomounových ostrovů. Emblém v bílém kruhu tvořila zlatá anglická královská koruna s červeným sametem. Kolem koruny byl černý opis: BRITISH SOLOMON ISLANDS.
10. března 1947 byl ostrovům udělen nový znak (emblém). Jednalo se o červený štít se stříbrnou želvou. V černé hlavě štítu bylo osm stříbrných hrotů špičkou vzhůru. Pod štítem byl stejný černý nápis z předchozí verze emblému, nyní ale ve dvou řádcích.
24. září 1956 byl spolu s vlajkou udělen Šalomounovým ostrovům nový znak. V hlavě štítu byl v červeném poli zlatý anglický lev, dolní část štítu byla modře a bíle čtvrcena. V prvním, modrém poli byl sedící orel; ve druhém, bílém mořská želva; ve třetím, bílém luk, melanéský taneční štít a oštěpy; ve čtvrtém, modrém pak dvě letící fregatky (není obrázek).

Britský emblém Šalomounových ostrovů (1893–1947)
Britský emblém Šalomounových ostrovů (1947–1956)

Ostrovy získaly v roce 1967 částečnou a v roce 1976 plnou samosprávu. K vyhlášení nezávislosti došlo 7. července 1978. Ke stejnému dni byl Šalomounovým ostrovům udělen státní znak. Země je od té doby konstituční monarchií v rámci Commonwealthu v čele s britským panovníkem, zastupovaným generálním guvernérem.